# Nya Socialdemokratiska partiet
Nya Socialdemokratiska partiet, Nova socijaldemokratska partija (NSDP) är ett politiskt parti i Nordmakedonien, bildat i november 2005 av Tito Petkovski och andra avhoppare från Makedoniens socialdemokratiska union. 
I parlamentsvalet den 5 juli 2006 fick partiet 56 624 röster (6,04 %), erövrade därigenom sju mandat och kunde bilda regering tillsammans med VRMO-LPM-koalitionen, Albanska demokratiska partiet (DPS), Demokratisk förnyelse av Makedonien och Partiet för europeisk framtid.
I parlamentsvalet 2008 ingick NSDP i valkartellen Sol - koalition för Europa.